# Schönechsen
Die Schönechsen (Calotes) sind eine Gattung der Agamen. Die Gattung umfasst 25 Arten. Schönechsen werden 18–57 cm lang, sind Baumbewohner und sind ähnlich den Chamäleons zum Farbwechsel fähig.

## Verbreitung
Die Arten der Gattung Schönechsen sind im Iran, in Südasien, Südchina, Südostasien und auf Ambon heimisch. Die Blutsaugeragame (Calotes versicolor) lebt als Neozoen zusätzlich in Florida, auf Sulawesi, auf den Malediven und auf den Seychellen. Die größte Artenvielfalt befindet sich in den Westghats, in Nordostindien, Myanmar, Bangladesch und Sri Lanka.

## Beschreibung
Schönechsen unterscheiden sich von verwandten Gattungen durch das Vorhandensein von gleichmäßig großen, rautenförmigen dorsalen Schuppen und dem Fehlen einer Hautfalte zwischen Wange und Schulter. Der Körper ist seitlich zusammengedrückt, der Schwanz sehr lang, der Rückenkamm ist im Vergleich zum größeren Nackenkamm schwach ausgeprägt. Die Beine sind eher dünn, jedoch proportional stärker ausgeprägt als die Beine der Gattung Pseudocalotes. Schönechsen sind wie alle Agamen eierlegend und verscharren ihr Gelege im Boden. Die Nahrung besteht überwiegend aus Insekten und anderen Gliedertieren. Besonders zur Paarungszeit und bei Revierkämpfen können Schönechsen rasch ihre Farbe wechseln. Da die Männchen stark revierbildend sind und die Weibchen auf andere Artgenossen ebenfalls aggressiv reagieren, leben diese Tiere überwiegend solitär.

## Taxonomie
Die Gattung der Schönechsen ist noch eine heterogene Gruppe, die in die Gruppen C. versicolor und C. liocephalus geteilt werden könnte. Erstere tritt meist in Südasien und Fernost auf. Alle Arten in dieser Gruppe haben ihre dorsalen und lateralen Schuppen nach oben gerichtet. Die zweite Gruppe ist beschränkt auf das südliche Westghats und Sri Lanka. Alle Arten in dieser Gruppe haben ihre Schuppen zurück, auf und ab, oder nur ab gerichtet. Ob eine weitere Spaltung notwendig ist oder ob die Gruppen Subgenera eines monophyletischen Taxons Schönechsen, also eine Klade, sind, bleibt zu untersuchen.

## Arten
Zur Gattung der Schönechsen gehören derzeit folgende 25 rezente Arten:
- Calotes bachae Hartmann, Geissler, Poyarkov, Ihlow, Galoyan, Rödder & Böhme, 2013[6]
- Calotes bhutanensis Biswas, 1975
- Calotes calotes (Linnaeus, 1758) – Sägerückenagame
- Calotes ceylonensis F. Müller, 1887
- Calotes chincollium Vindum, 2003
- Calotes desilvai Bahir & Maduwage, 2005
- Calotes emma Gray, 1845 – Emmas Schönechse, Hinterindische Schönechse
  - Calotes emma alticristatus K. P. Schmidt, 1925
  - Calotes emma emma Gray, 1845
- Calotes grandisquamis Günther, 1864
- Calotes htunwini  Zug & Vindum, 2006
- Calotes irawadi Zug, Brown, Schulte & Vindum, 2006
- Calotes jerdoni Günther, 1870
- Calotes liocephalus Günther, 1872 – Löwenkopfagame
- Calotes liolepis Boulenger, 1885 – Sri Lanka Agame
- Calotes manamendrai Amarasinghe & Karunarathna, 2014
- Calotes maria Gray, 1845
- Calotes medogensis Zhao & Li, 1984
- Calotes minor (Hardwicke & Gray, 1827)
- Calotes mystaceus A. M. C. Duméril & Bibron, 1837 – Blaue Schönechse
- Calotes nemoricola Jerdon, 1853
- Calotes nigrilabris W. Peters, 1860
- Calotes nigriplicatus Hallermann, 2000
- Calotes paulus (Smith, 1935)
- Calotes pethiyagodai Amarasinghe, Karunarathna & Hallermann, 2014
- Calotes versicolor (Daudin, 1802) – Blutsaugeragame, Indische Schönechse
  - Calotes versicolor farooqi Auffenberg & Rehman, 1993
  - Calotes versicolor versicolor (Daudin, 1802)
- Calotes zolaiking Giri, Chaitanya, Mahony, Lalrounga, Lalrichhana, Das, Sarkar, Karanth & Deepak, 2019

In die Gattung Microauris verschoben wurden:
- Calotes aurantolabium Krishnan, 2008

In die Gattung Monilesaurus verschoben wurden:
- Calotes ellioti Günther, 1864
  - Calotes ellioti amarambalamensis Murthy, 1978
  - Calotes ellioti ellioti Günther, 1864
- Calotes rouxii Duméril & Bibron, 1837

In die Gattung Pseudocalotes verschoben wurden:
- Calotes kingdonwardi M. A. Smith, 1935

## Galerie

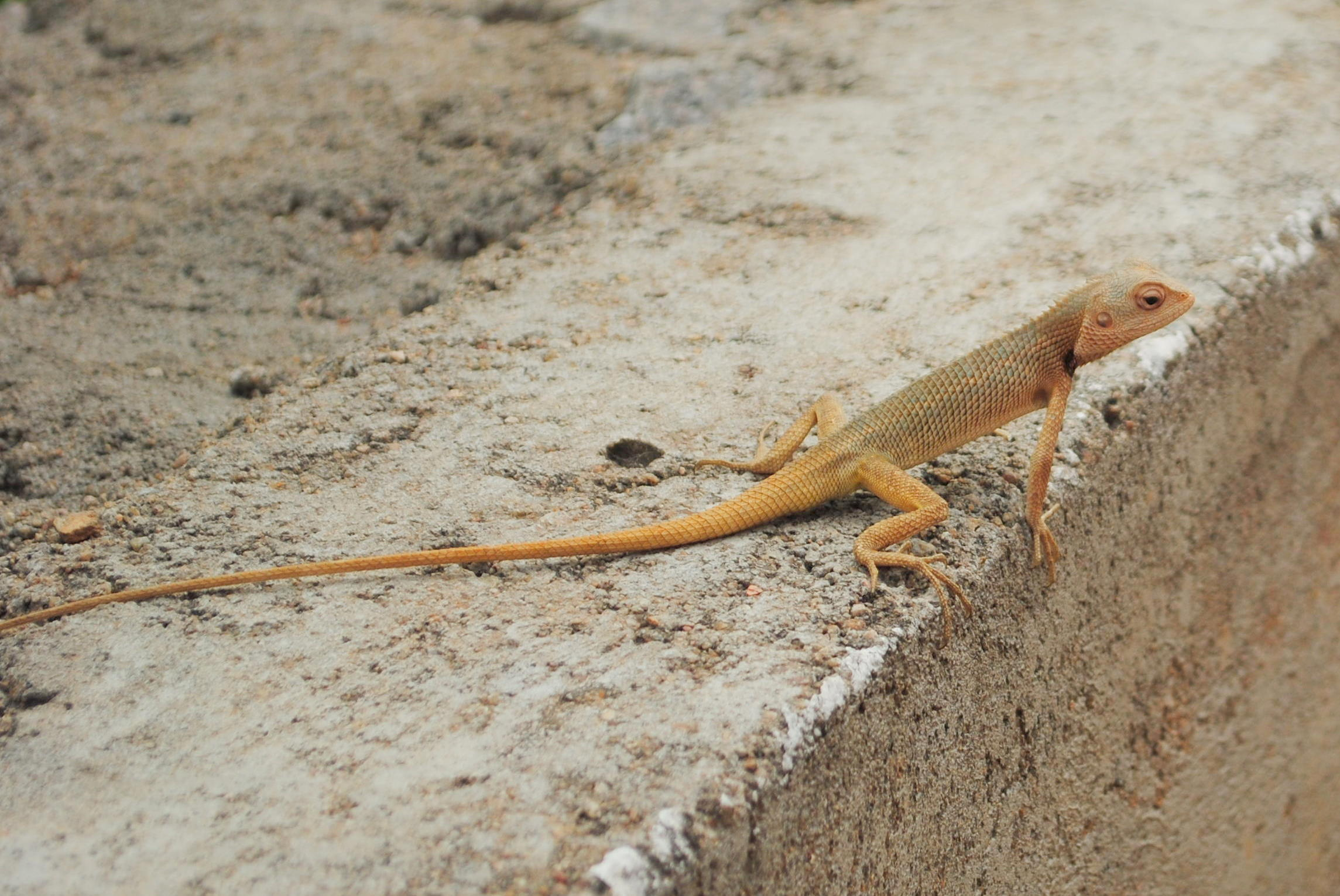
Eine junge, männliche Blutsaugeragame (Calotes versicolor)
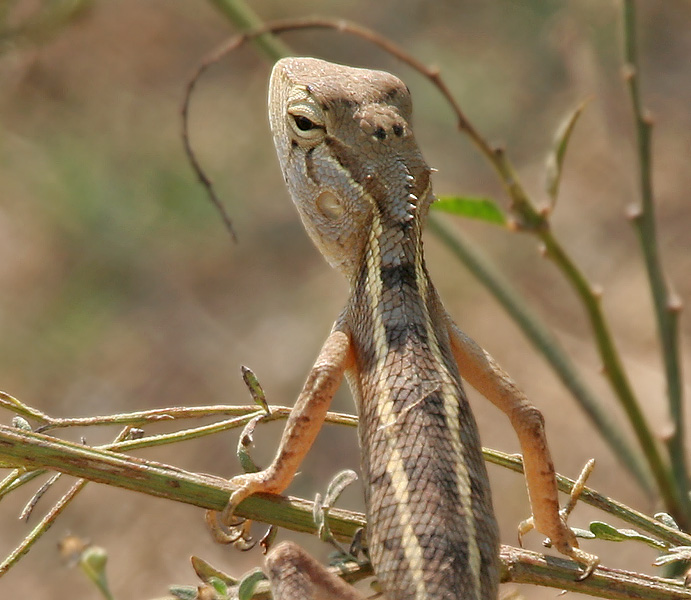
Eine weibliche Blutsaugeragame (Calotes versicolor)
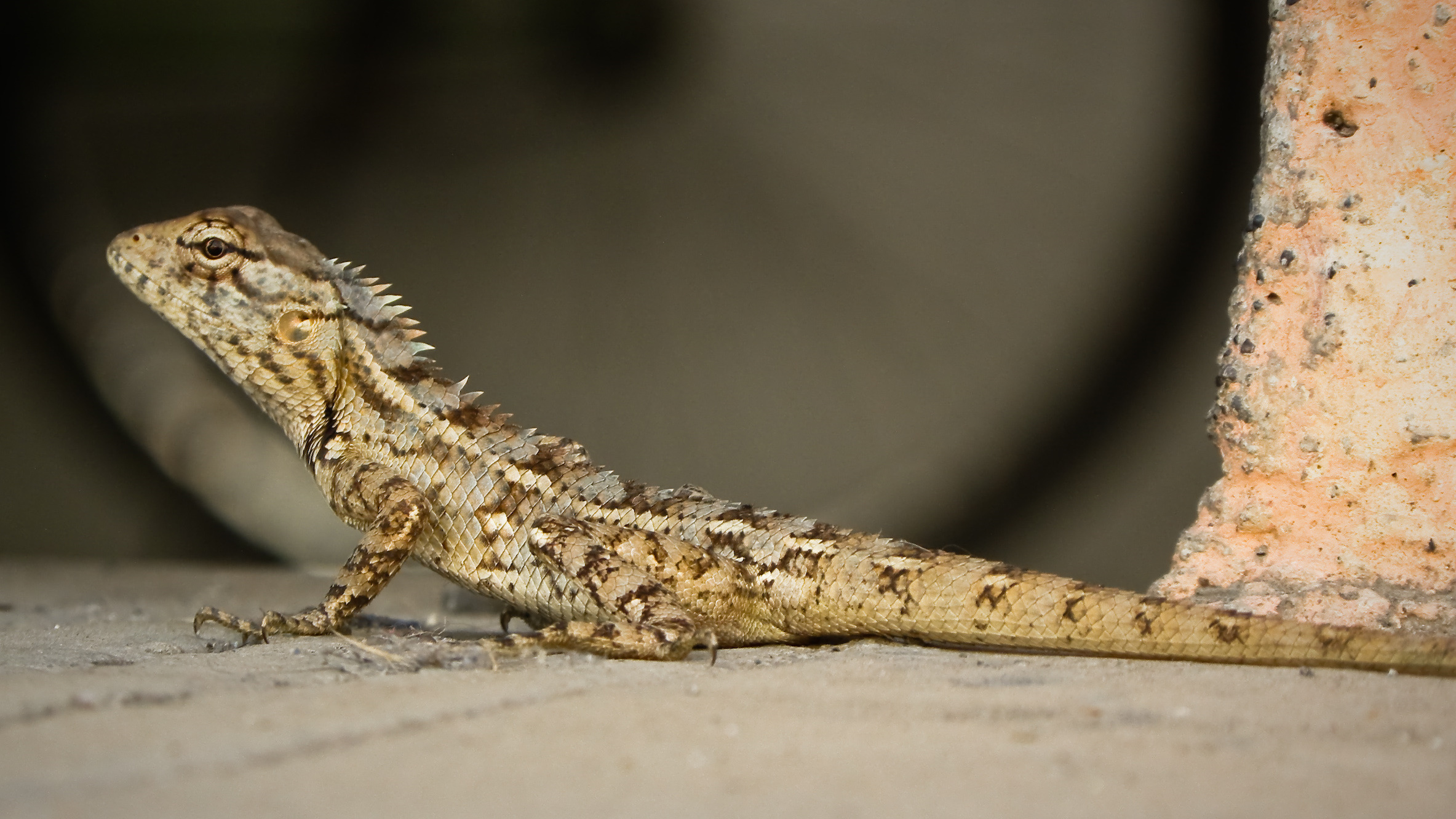
Eine weibliche Schönechse in Pune, Indien
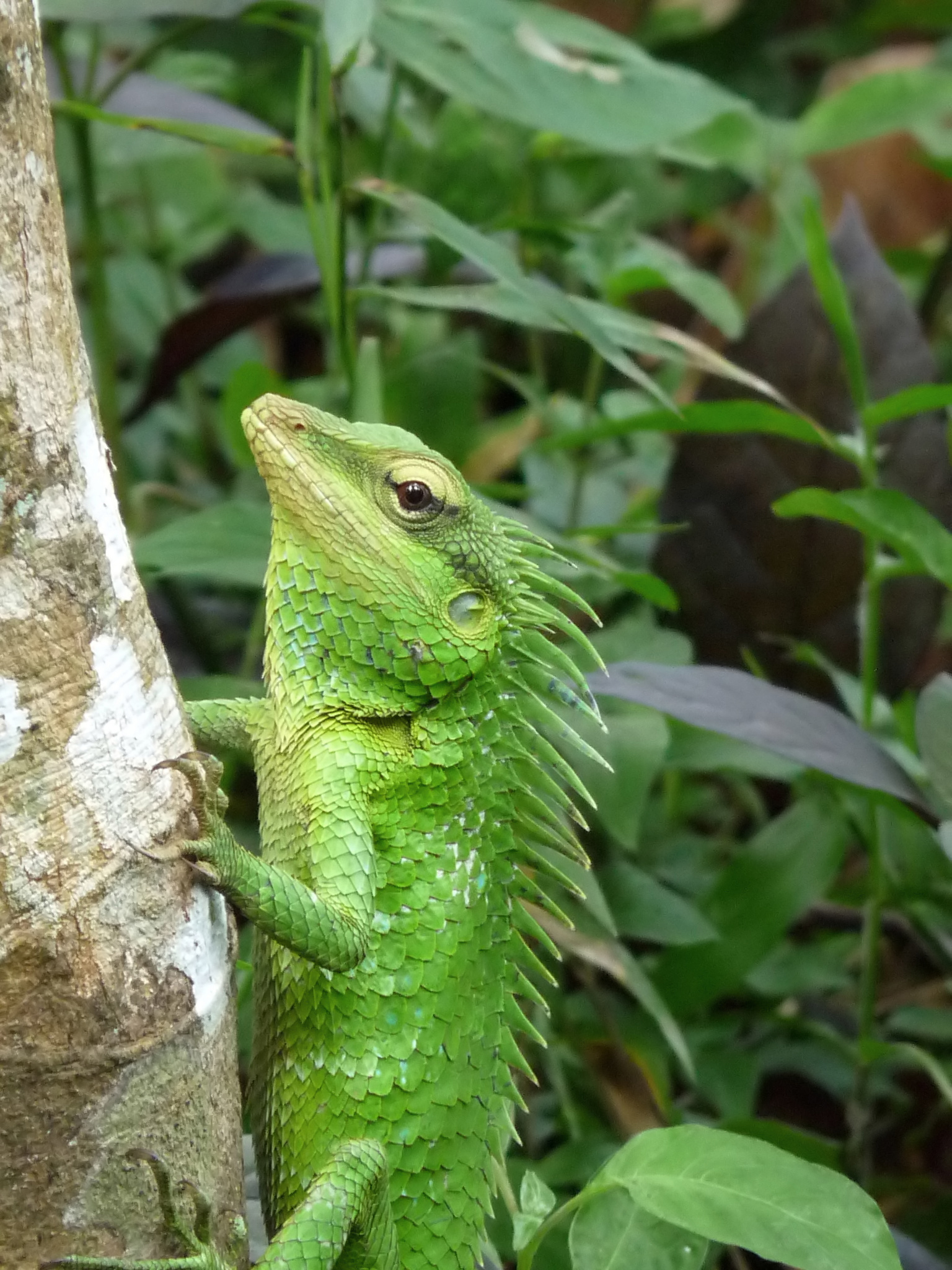
Calotes grandisquamis
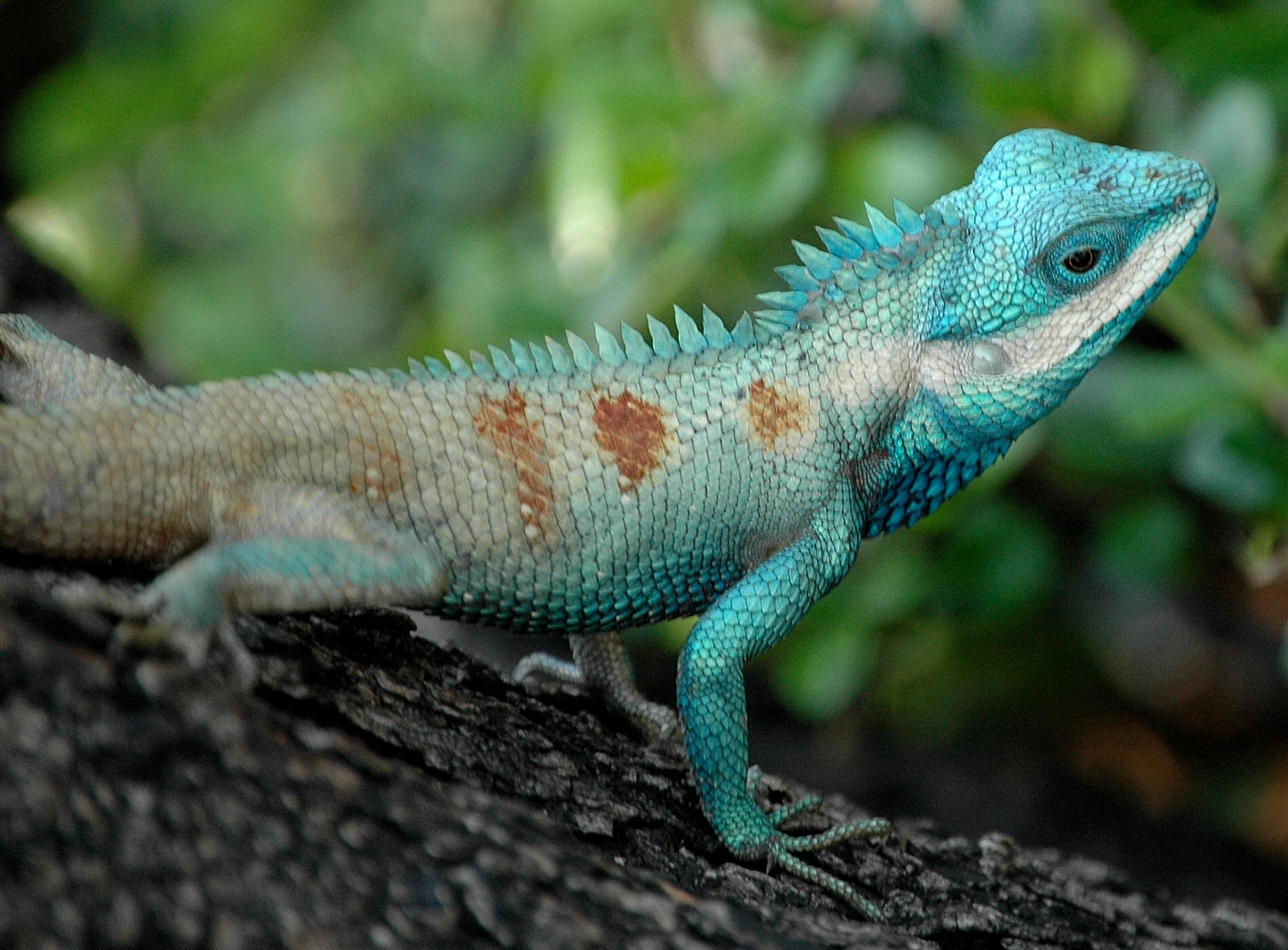
Blaue Schönechse (Calotes mystaceus)